# Armeria gaditiana
Armeria gaditiana är en triftväxtart som beskrevs av Pierre Edmond Boissier. Armeria gaditiana ingår i släktet triftar, och familjen triftväxter. Inga underarter finns listade i Catalogue of Life.